# 福岛万治
福岛万治（日语： Fukushima Manji，？—），日本男子乒乓球运动员，曾就读于专修大学。他曾在1963年亚洲乒乓球锦标赛上获得男子双打、混合双打和男子团体三枚金牌。